# Aleuritopteris grisea
Aleuritopteris grisea är en kantbräkenväxtart som först beskrevs av Blanford och som fick sitt nu gällande namn av Gopinath Panigrahi.
Aleuritopteris grisea ingår i släktet Aleuritopteris och familjen Pteridaceae. Inga underarter finns listade i Catalogue of Life.